# Mohamed ben Talal
 (avril 2021).
Si vous disposez d'ouvrages ou d'articles de référence ou si vous connaissez des sites web de qualité traitant du thème abordé ici, merci de compléter l'article en donnant les références utiles à sa vérifiabilité et en les liant à la section « Notes et références ».
Titre
Prince héritier de Jordanie
11 août 1952 – 30 janvier 1962
(9 ans, 5 mois et 19 jours)

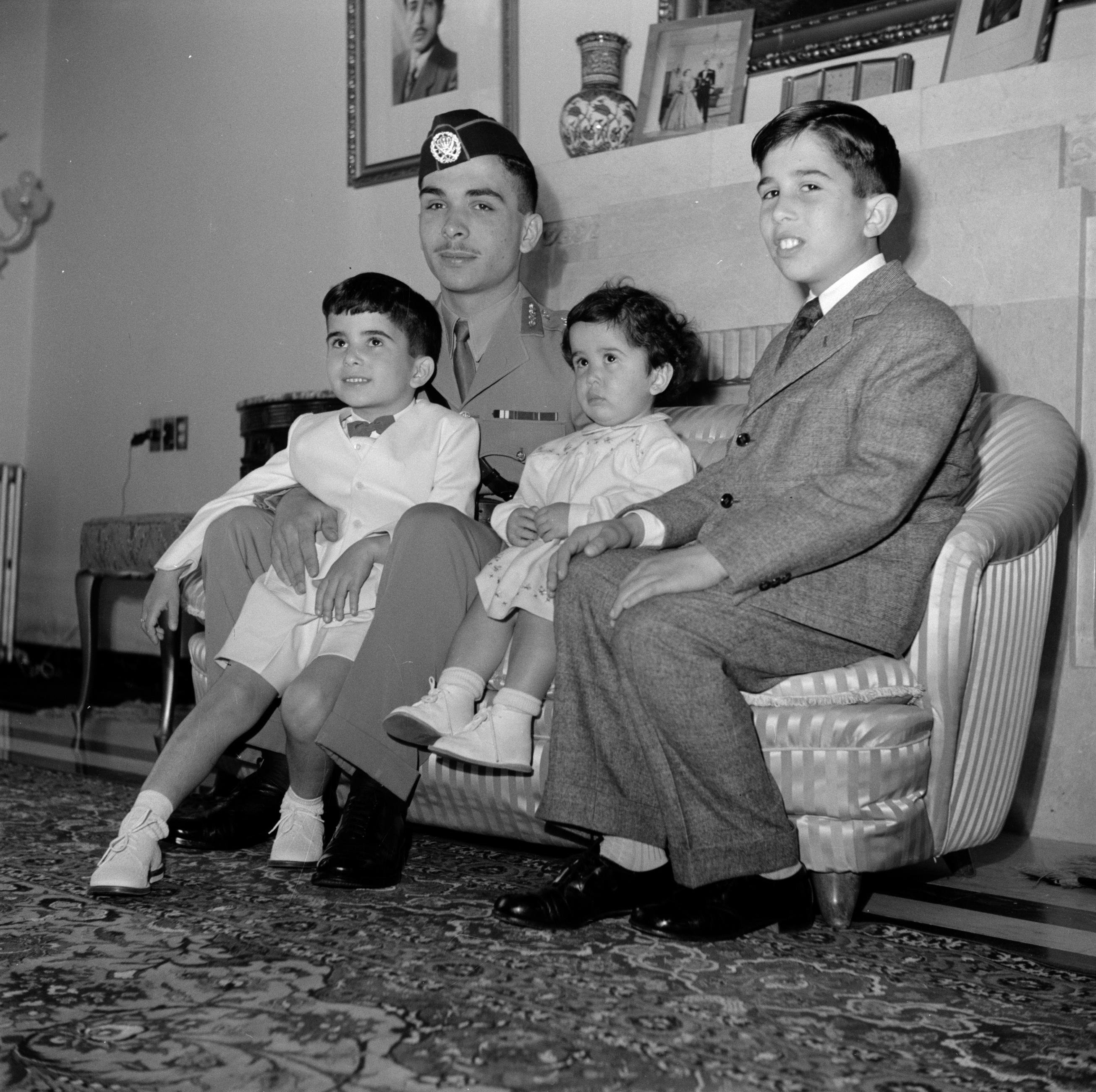
Le prince Hassan, le roi Hussein, la princesse Basma, et le prince Muhammad (vers 1952).

Le prince Muhammad ben Talal, né le 2 octobre 1940 à Amman et mort le 29 avril 2021, est le deuxième enfant du roi Talal de Jordanie et le frère cadet du roi Hussein de Jordanie. Il a été prince héritier du royaume de Jordanie de 1952 à 1962.

## Biographie
Le prince Muhammad a terminé ses études primaires au Collège scientifique islamique d'Amman, puis a fréquenté le Collège Alpin International Beau Soleil en Suisse. Il est ensuite allé à la Bryanston School, Dorset, au Royaume-Uni où il a terminé ses études secondaires. Entre 1956 et 1957, il fréquente l'Académie militaire de Bagdad. En 1960, il obtient sa licence de pilote privé.
À son retour en Jordanie en 1958, le prince Muhammad rejoint l'armée jordanienne et sert dans le premier régiment de la garde royale avant de devenir aide de camp du roi Hussein. Le prince Muhammad est nommé prince héritier de Jordanie en 1952 lorsque son frère aîné, le prince héritier Hussein, devient roi. Il conserve ce titre jusqu'en 1962.
En 1971, il est nommé chef du conseil des chefs de tribu par le roi Hussein. En 1973, un décret royal l'investit comme représentant personnel du roi Hussein. Il dirige ensuite le comité suprême du tourisme en Jordanie. Il a également été régent et chef du conseil de régence à de nombreuses reprises en l'absence du roi. Il était général des forces armées jordaniennes et titulaire de nombreuses décorations de Jordanie et d'autres pays.
Le prince Muhammad meurt le 29 avril 2021 à l'âge de 80 ans.

## Fonctions officielles
Muhammad ben Talal a exercé un certain nombre de fonctions pendant le règne de son frère Hussein de Jordanie. Il a notamment été régent à de nombreuses reprises en l'absence du roi Hussein. Il a également présidé le Conseil des chefs tribaux et le comité suprême pour le tourisme en Jordanie.